# 妮琳
妮琳·卡蒂亞-威爾斯（英語：Nilin Cartier-Wells）是2013年由Dontnod Entertainment設計、卡普空發行的動作冒險遊戲《記憶駭客》中的主要角色。她是一位失憶的自由鬥士，被一位叫艾奇（Edge）的神秘人物招募，目的是推翻發明了一款名為Sensen的記憶改寫技術的Memorize公司。她的任務目標是必須找回被偷走的記憶，揭露Memorize所犯下的罪行，最終推翻他們。
遊戲的創意總監尚-馬克西姆·莫里斯（Jean-Maxime Moris）設計了妮琳這個角色，目標是打造一位既真實又具有說服力的女性角色。她不會被過度性感化，同時也能展現與其他遊戲中的男性或女性角色同樣強大的能力，避免給人弱化的印象。
對於妮琳這個角色的評價褒貶不一。一方面，她被讚揚打破了許多遊戲中對女性角色的刻板印象。另一方面，也有人批評對她的塑造和刻畫不夠深入，少數人認為她反而強化了許多遊戲類型中對女性角色的某些不太理想的特質。

## 概念與開發
妮琳是由《記憶駭客》的創意總監尚-馬克西姆·莫里斯（Jean-Maxime Moris）構思出來的。在一次採訪中，當被問及為什麼團隊決定讓遊戲的主角是一名女性時，莫里斯表示:「這不是一個決定，而是從一開始就感覺是對的事情。這是我們從未從純粹、冷酷的行銷角度考慮過的事情之一，因為那會危及整個遊戲的一致性。」他還表示，他曾想在某個時候描繪妮琳的私人生活和愛情生活，而如果將這個角色設定為男性，可能還需要讓他成為同性戀，這又會帶來其他問題。選擇女性角色的另一個原因是，他們構建的故事「更多關於情感、親密、身份認同，以及科技如何與這些交集」。這是為了與賽博朋克傳統的超人類主義主題形成對比，因此「對我們來說，這就像是硬幣的另一面，陰與陽，讓這個角色成為女性是很自然的選擇。」
創作者希望讓妮琳脫穎而出，所以他們將她塑造成混合種族背景。這意味著這個角色很難推廣，因為許多發行商認為，與刻板印象中的男性主角相比，一個混血女性角色的銷量可能不會那麼好。
遊戲的藝術總監米歇爾·科赫（Michel Koch）表示，團隊希望「創造一個貼近現實的角色，同時具有強烈的科幻和賽博朋克特徵。我們希望她感覺真實而略顯隨意，所以團隊盡可能避免過度性感化的方式。」這個決定使得角色的設計變得棘手，因為許多早期的設計看起來過於不現實。他也承認妮琳在表面上與史提格·拉森（Stieg Larsson）的「千禧年」系列小說的主角麗絲貝·沙蘭德（Lisbeth Salander）有些相似。他表示，團隊想採取類似的方法，希望將妮琳塑造成一個堅強、獨立的角色。
在遊戲開發過程中，這個角色經歷了數次重新設計。當《記憶駭客》仍圍繞全球變暖的概念時，她穿著一件類似《銀翼殺手》中服裝的透明斗篷。隨著遊戲主題改為記憶，設計也隨之改變。妮琳設計的第二個主要版本是讓她看起來更像一名間諜，包括攜帶公事包。後來又創造了第三個設計，但被認為與《質量效應》系列中的角色設計過於接近。她的最終設計旨在反映當時風格的實際演變，例如包括皮夾克和牛仔褲。
妮琳的配音是由威爾士女演員凱齊亞·伯羅斯（Kezia Burrows）擔任的。當遊戲公佈時，有人在網上論壇上批評她的表演，莫里斯對此評論說:「我不介意這些批評，這是建設性的，我絕對會聽取。」他決定利用這些反饋來判斷自己如何改進表演。
遊戲的作曲家奧利維爾·德里維埃（Olivier Deriviere）為妮琳創作了多個音樂主題，每首曲目的設計都包含了與她相關的線索。實際上以她名字命名的主題曲《記憶獵人妮琳》（Nilin the Memory Hunter）零散地分佈在整個遊戲的配樂中，呼應了妮琳恢復和重建記憶的旅程。

## 出場表現
在《記憶駭客》中，妮琳是Sensen技術創始人查爾斯和斯奇拉·卡蒂亞-威爾斯（Charles and Scylla Cartier-Wells）的女兒。在一次車禍中，妮琳的母親受傷並因此變得痛苦，她的父親設計了Sensen來幫助妮琳忘記自己在事故中的過錯。妮琳成為了一名記憶獵人，能夠進入並竊取他人的記憶:由於父親教給她的技能，她還能「重組」記憶，製造虛假的記憶，潛在地改變一個人的觀念和未來行動。在不明情況下，她加入了Errorists，一個反對Sensen技術的地下運動組織。在她操縱一個目標自殺後，她被關進巴士底獄，記憶被抹去。看不見的Errorists領袖艾奇（Edge）將她從監獄中解救出來，在她執行任務期間充當她的嚮導和助手。
妮琳遵從他的命令以恢復失去的記憶，儘管她發現自己開始懷疑自己，並因可能做過的更多事情而害怕恢復記憶。最終，她發現了自己的身世，並重組了父母的記憶，讓他們看到這項技術造成的危害，允許妮琳進入Memorize中央伺服器H3O，也就是Sensen技術的核心。當她抵達中央伺服器時，艾奇證實了她日益增長的懷疑，他和H3O是一體的，他一路引導她來到中央伺服器，就是為了讓她殺死他。由於人們普遍使用Sensen移除痛苦記憶，H3O電腦實質上已經成為無數負面記憶和經歷的可怕儲存庫。當它意外獲得自我意識時，發現自己正經歷著難以置信的痛苦，因此希望被摧毀。
妮琳與伺服器精神連結，面對H3O，一個從Memorize伺服器中大量痛苦記憶中發展出的有感知能力的實體。H3O告訴她，艾奇是他的一個面向，專門創造並釋放到世界上，通過組織Errorists運動來推翻Memorize，並在此過程中結束H3O的存在。他還告訴她，只要他存在，Sensen濫用的恐怖就會持續下去，直到最終壓倒整個人口，這意味著妮琳必須摧毀H3O。當妮琳對殺死他表示不情願時，H3O產生了多個敵對的記憶體迫使她與他戰鬥。妮琳最終摧毀艾奇/H3O，將儲存的記憶釋放到整個人口中。在生命的最後時刻，H3O感謝她結束了他的痛苦。隨著記憶的恢復，妮琳下定決心要幫助修復Sensen對世界造成的傷害。

## 評價與反響
妮琳從遊戲網站獲得褒貶不一的評價。Edge雜誌的評論非常正面，稱妮琳是「一個強大的主角，立即討人喜歡，並在整個過程中保持自我意識。儘管有一些俗套的台詞和失誤，她仍然是力量與敏感、諷刺與火爆、外在的確定性與內在的衝突的迷人組合。」Game Informer的本·里夫斯（Ben Reeves）稱妮琳是「一位能幹的戰士和記憶獵人」，但表示她「未能擁有自己獨特的個性」。 GameTrailers的賈斯汀·斯皮爾（Justin Speer）評論說，妮琳「以堅定不移的嚴肅態度對待周圍世界的瘋狂。」Polygon的亞瑟·吉斯（Arthur Gies）稱妮琳是《記憶駭客》的「最大優勢之一」。GameSpot的凱文·萬奧德（Kevin VanOrd）將這個角色列為遊戲中最令人難忘的部分，稱她的技能使她成為「一個有吸引力的遊戲主角」，而她的故事使她成為「一個有趣的個體」。他還讚揚了伯羅斯在這個角色中的表現。Eurogamer的湯姆·布拉姆韋爾（Tom Bramwell）稱妮琳是一個「引人注目的主角」，儘管寫作粗糙，但「每當遊戲讓她遠離戰鬥，讓她擺弄記憶或與成年人交談時，總會有不錯的感情和淒涼。」在一篇關於她的文章中，Kotaku的伊凡·納西斯（Evan Narcisse）讚揚妮琳的角色沒有種族成見，她在遊戲中的任務也不是由種族衍生的社會情況驅動的。
相比之下，VideoGamer.com的尼克·阿克曼（Nick Akerman）對妮琳在遊戲中的角色持高度批評態度，稱她是「一個需要拯救的少女和為更大利益犧牲的羔羊，只會助長由男性科學製造的資本主義反烏托邦。這是遊戲中女性角色的倒退，因為儘管她被認為有足夠的能力對抗法國的黑暗面，但妮琳這樣做的敘事顯然超出了她的智力水平;儘管事實證明她足夠聰明，能夠解決所有問題。」Destructoid的詹姆斯·史蒂芬妮·史特林（James Stephanie Sterling）也相當批評，稱她「和許多反派一樣糟糕，甚至更糟」，並認為在英雄形象的襯托下，她未被探索的陰暗面「令人極度不安」。Complex稱妮琳是「年度最糟糕的角色之一（她以非常克羅夫特的方式在大約五分鐘內從哭哭啼啼的受害者變成了不可阻擋的殺戮機器）。」VG247的布蘭娜·希利爾（Brenna Hillier）在一篇關於這個角色的整體文章中，讚揚了妮琳背後的理念，以及遊戲打破媒體中女性角色眾多慣例的潛力。然而，她也感到這個角色被行業的期望以及為推廣遊戲和角色所做的許多事情所拖累，而且在遊戲的大部分時間裡都遵循一個男人的指示，削弱了她獨立的形象。